# Mistrzostwa Europy w Kajakarstwie 1934
2. Mistrzostwa Europy w kajakarstwie odbyły się w dniach 16–17 sierpnia 1934 w Kopenhadze.
Rozegrano 9 konkurencji męskich i 1 kobiecą. Mężczyźni startowali w kanadyjkach jedynkach (C-1) i dwójkach (C-2), kajakach jedynkach (K-1) i dwójkach (K-2) oraz w kajakach składanych jedynkach (F-1) i dwójkach (F-2), zaś kobiety w kajakach jedynkach. Po raz pierwszy rywalizowano w trzech konkurencjach męskich: C-2 na 10 000 metrów oraz K-2 na 1000 metrów i na 10 000 metrów.
Pierwsze miejsce w klasyfikacji medalowej wywalczyli reprezentanci Niemiec.

## Medaliści

### Mężczyźni

#### Kanadyjki
| Konkurencja: | Złoto:                                          | Rezultat | Srebro:                                           | Rezultat | Brąz:                                           | Rezultat |
| C-1 1000 m   | Erich Koschik                                   | 6:26,0   | Bohumil Silný                                     | 7:20,0   | Bohuslav Karlík                                 | 7:26,0   |
| C-2 1000 m   | Czechosłowacja · Jan Brzák · Vladimír Syrovátka | 5:28,0   | III Rzesza · Heinz Osenbrug · Max Richter         | 5:45,2   | Czechosłowacja · Alois Cigner · Zdeněk Vízner   | 5:46,2   |
| C-2 10 000 m | Czechosłowacja · Jan Brzák · Vladimír Syrovátka | 53:32,2  | III Rzesza · Otto Hermanns · Christian Holzenberg |          | Czechosłowacja · Karel Koníček · Zdeněk Škrland |          |

#### Kajaki
| Konkurencja: | Złoto:                                      | Rezultat | Srebro:                                      | Rezultat | Brąz:                                         | Rezultat |
| K-1 1000 m   | Ewald Tilker                                | 5:07,4   | Nils Wallin                                  | 5:13,1   | Louis Kloth                                   | 5:13,4   |
| K-1 10 000 m | Jurgen Bohm                                 | 49:41,0  | Nils Wallin                                  | 49:43,0  | Edi Kleckers                                  |          |
| K-2 1000 m   | III Rzesza · Ewald Tilker · Fritz Bondroit  | 4:35,0   | III Rzesza · Max Stange · Helmut Cämmerer    | 4:37,2   | Holandia · Nicolaas Tates · Wim van der Kroft | 4:47,6   |
| K-2 10 000 m | III Rzesza · Paul Liebrecht · Albert Schorn | 46:16,2  | III Rzesza · Gottfried Kleiber · Ludwig Zahn |          | Holandia · Nicolaas Tates · Wim van der Kroft |          |

#### Kajaki składane
| Konkurencja: | Złoto:                                  | Rezultat | Srebro:                                    | Rezultat | Brąz:                                      | Rezultat |
| F-1 10 000 m | Gregor Hradetzky                        | 53:01,2  | Henri Eberhardt                            | 54:09,6  | Hans Rein                                  | 54:46,6  |
| F-2 10 000 m | III Rzesza · Willi Horn · Erich Hanisch | 49:22,0  | III Rzesza · Gerhardt Schmidt · Karl Ruske | 50:24,0  | Austria · Viktor Kalisch · Karl Steinhuber | 51:06,0  |

### Kobiety

#### Kajaki
| Konkurencja: | Złoto:                    | Rezultat | Srebro:      | Rezultat | Brąz:           | Rezultat |
| K-1 600 m    | Lieselotte Brettschneider | 3:36,8   | Else Bromeis | 3:40,4   | Marta Pavlisová | 3:42,4   |

## Klasyfikacja medalowa
| Miejsce | Państwo        | Złoto | Srebro | Brąz | Razem |
| ------- | -------------- | ----- | ------ | ---- | ----- |
| 1       | III Rzesza     | 6     | 6      | 3    | 15    |
| 2       | Czechosłowacja | 2     | 1      | 4    | 7     |
| 3       | Austria        | 1     | 0      | 1    | 2     |
| 4       | Dania          | 1     | 0      | 0    | 1     |
| 5       | Szwecja        | 0     | 2      | 0    | 2     |
| 6       | Francja        | 0     | 1      | 0    | 1     |
| 7       | Holandia       | 0     | 0      | 2    | 2     |
|         | Razem          | 10    | 10     | 10   | 30    |